# 斯蒂芬·D·考克斯
斯蒂芬·考克斯（英語：Stephen D. Cox，1948年1月12日—），《自由杂志》的编辑。这是一本自由意志主义和古典自由主义评论月刊。他也是加州大学圣地亚哥分校的文学教授，是圣地亚哥大学自由意志主义团体的指导老师。此外，他还撰写过几本非小说类作品。
考克斯为《自由杂志》做了很长时间的编辑，过去是他们的资深编辑，在杂志的创建者兼长期编辑R.W.布拉德福德于2005年12月去世后担任主编。除了编辑工作，他还为杂志撰写文章和评论，包括了一个“词语观察”专栏，他在专栏里评论语言和语义如何对文化及政治进程产生影响。
他署名的著作有：“妇女和发电机：伊莎贝尔·帕特森与美利坚理念”和“泰坦尼克故事：艰难的选择，危险的抉择”。